# Šipan
Šipan je največji otok v skupini Elafitskih otokov. Površina otoka, na katerem stalno živi 500 prebivalcev (popis 2001), je 16,22 km². Dolžina obale meri 29,416 km. Najvišji vrh je 243 mnm visoki Velji vrh. Otok leži 17 km severozahodno od Dubrovnika, ki mu upravno pripada (hrv. Grad Dubrovnik). Od kopne obale ga ločuje Koločepski kanal.
Med dvema nizoma gričevja, višjim na severovzhodu in nižjim na jugozahodu otoka se razprostira rodovitna dolina (Šipansko polje) v kateri gojijo oljke, vinsko trto, fige in agrume. Krajna potopljena konca doline  se končujeta v zalivu. Na severozahodu otoka je zaliv Šipanska luka, na jugovzhodu  pa zaliv Suđurađ, v katerih sta tudi oba glavna otoška naselja: Šipanska Luka in Suđurađ. V notranjosti otoka pa so še manjši zaselki: (Fraiga, Sutulija, Vojnovo selo in Odak).
Iz pomorske karte je razvidno, da na otoku stojijo trije svetilniki. Prvi je na pomolu v pristanišču Šipanska  Luka in oddaja svetlobni signal: R Bl 5s, nazivnim dometom 3 milje. Drugi stoji na pomolu v pristanišču Suđurađ in oddaja signal BR Bl(2) 
5s. Tretji svetilnik pa stoji na rtu Tiha in oddaja svetlobni signal: B Bl(2) 8s, z nazivnim dometom 8 milj.

## Zgodovina
Šipan se z današnjim imenom v starih listinah prvič omenja 1371. V Šipanski luki so pri arheoloških raziskavah odkrili ostanke rimske vile rustice. Zgodovinskih ostankov iz srednjega veka je več: ruševine cerkve sv. Petra na Veljem vrhu so iz 11. stol., cerkvica sv. Ivana v Šilovem selu na jugu otoka je iz 11. stol. in razširjena v 15. stoletju. V Suđurađu stoji utrjen dvorec iz leta 1539 z visokim stolpom, ki so ga dozidali 1577. V bližini je počitniška hiša družine Sagrojević. Med Šipansko luko in Suđurađem so ostanki letne počitniške hiše dubrovniških nadškofov, v njej je občasno živel humanist Lodovico Baccadelli.